# Liste der Monuments historiques in Castellar (Alpes-Maritimes)
Die Liste der Monuments historiques in Castellar (Alpes-Maritimes) führt die Monuments historiques in der französischen Gemeinde Castellar auf.

## Liste der Bauwerke
| Bezeichnung          | Beschreibung              | Standort | Kennzeichnung | Schutzstatus | Datum | Bild           |
| -------------------- | ------------------------- | -------- | ------------- | ------------ | ----- | -------------- |
| Kapelle St-Sébastien | Erbaut im 12. Jahrhundert | (Lage)   | PA00080701    | Inscrit      | 1925  | weitere Bilder |
| Abri Pendimoun       | Steinzeit                 | (Lage)   | PA06000028    | Inscrit      | 2007  |                |

## Liste der Objekte

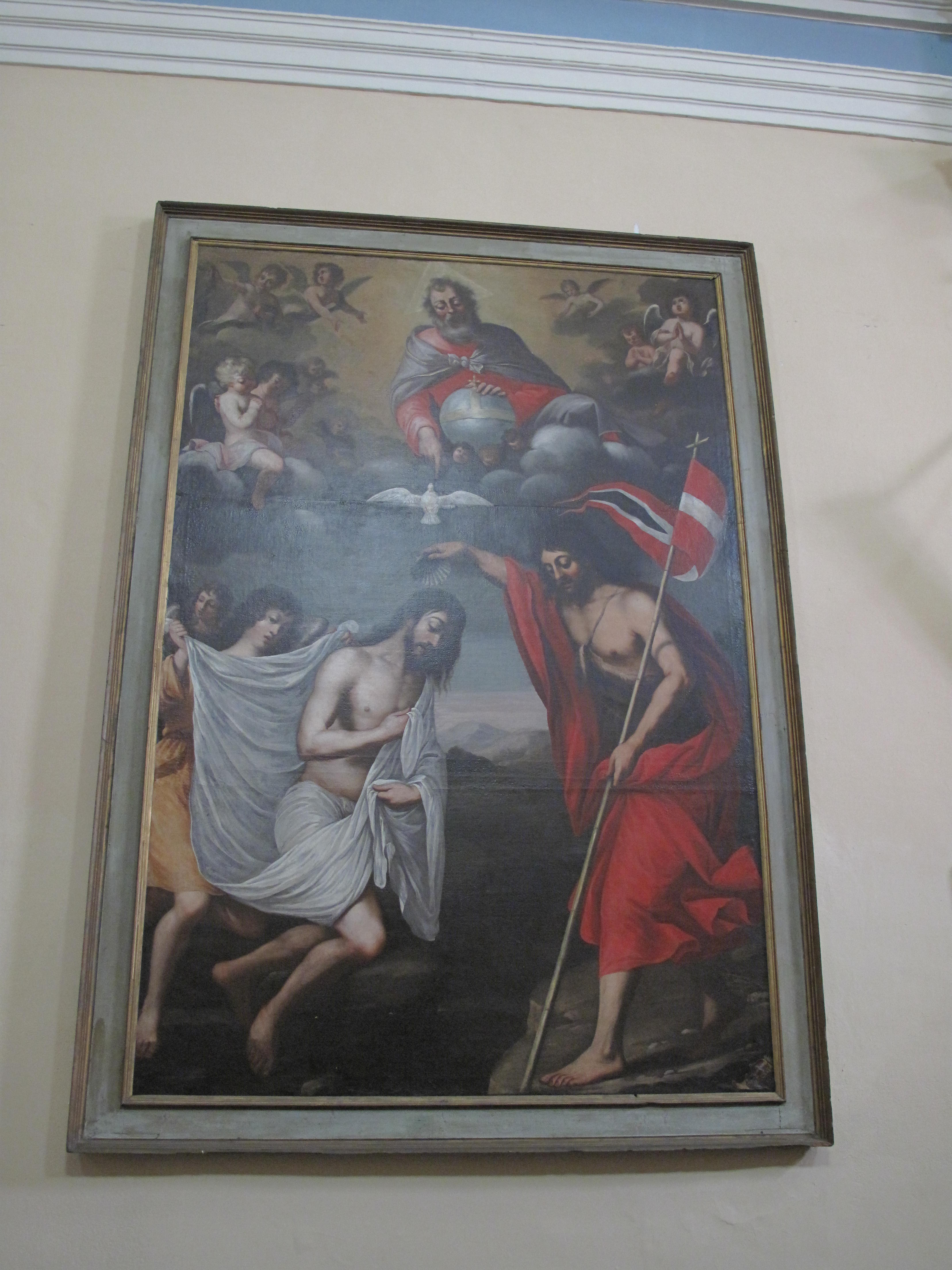
Ölgemälde Taufe Jesu in der Kirche St-Pierre (17. Jahrhundert)

- Monuments historiques (Objekte) in Castellar (Alpes-Maritimes) in der Base Palissy des französischen Kultusministeriums